# Салманазар, Джордж
Джордж Салманазар (англ. George Psalmanazar; ок. 1679 — 3 мая, 1763; старый вариант перевода имени «Псалманазар» не соответствует правилам английской фонетики; псевдоним авантюриста, выдававшего себя за уроженца Формозы. Подлинное имя и происхождение неизвестны) — английский писатель.

## Ранние годы
Предполагается, что человек, вошедший в историю под именем Джордж Салманазар родился где-то во Франции, по крайней мере, так пытались заключить, исходя из особенностей его произношения, которое многим напоминало «гасконское», другие, впрочем, находили у него «голландский акцент». В мемуарах, изданных уже посмертно, Салманазар подтверждал, что его семья жила на Юге Франции (фр. Midi de la France). Однако, остаётся неизвестным, насколько был честен авантюрист и на этот раз. На догадках строилось и предположение, что родился он в католической семье, между 1679 и 1684 годами. Возможно, посещал в юности иезуитский колледж, но бросил учёбу, не найдя общего языка со святыми отцами. Это подтверждается тем, что позже он испытывал к иезуитам стойкое отвращение и в своей вымышленной истории отвёл им самую неприглядную роль.
В какой-то момент Салманазар, по его словам, решил убежать из дома, по непонятной причине украл из ближайшей церкви паломнический плащ и посох и, раздобыв где-то фальшивый паспорт, начал выдавать себя за ирландского пилигрима, отправившегося на богомолье в Рим. Впрочем, юноша быстро понял, что серьёзно рискует, используя этот образ, поскольку среди паломников мог оказаться настоящий ирландец или человек, наслышанный о жизни на острове и знающий местный язык.
Потому вскоре Салманазар отказывается от путешествия в Италию, а заодно и от попыток выдавать себя за европейца. Как и принцессе Карабу столетием позже, ему приходит в голову мысль стать уроженцем Азии, в то время совершенно неизученной, что существенно снижало риск быть пойманным на лжи.

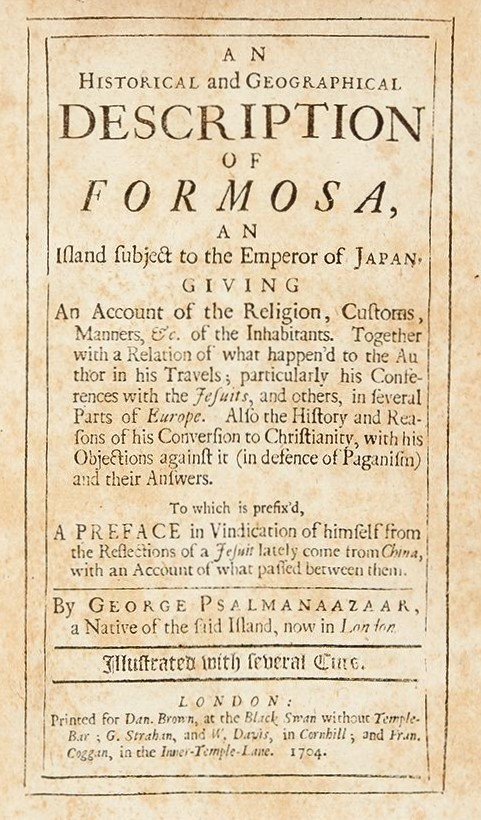
«Описание острова Формозы…» Обложка английского издания. Обращает на себя внимание имя автора, записанное как George Psalmanaazaar. Возможно, это и есть «дополнительные буквы», которые Салманазар прибавил к своему имени

## Новое имя
К сожалению, в своих мемуарах Салманазар не называет дат, неизвестно, что произошло потом, и был ли некий разрыв между рассказанными им событиями и тем, что оказалось строго задокументировано.
Так или иначе, досконально известно, что он появляется в 1702 г. в Германии, как рядовой одного из полков голландской армии. Здесь он выдает себя за японца, бегло объясняющегося на латыни. Других европейских языков Салманазар принципиально «не понимает» и не желает их изучать.
На службе он проявляет себя как храбрый и умелый солдат, скоро замечен, и заводит знакомства в офицерском кругу и среди местной «золотой молодежи».
Во время пребывания его полка в Слюисе, на Нидерландском Юге, на бойкого «японца» обращает внимание капеллан размещённого рядом шотландского полка преподобный Александр Иннес. Преподобному якобы удалось разоблачить игру, когда он предложил Салманазару перевести на японский язык отрывок из Цицерона (в результате получив порцию тарабарщины) и затем ещё через некоторое время сходный отрывок — полученная в этот раз версия разительно отличалась от предыдущей. В то же время, оценив ум и находчивость самозванца, Иннес, как утверждает легенда, уговаривает его сменить «национальность» и выдать себя за уроженца Формозы, как было уже сказано, в Европе почти неизвестной, и потому экзотичной и загадочной
Подтверждений этому нет, достоверно известно только то, что Александр Иннес крестит «уроженца Формозы» по англиканскому обряду и даёт ему имя Джорджа Салманазара, «в честь» упомянутого в Библии ассирийского царя Салманасара.
Также Иннес привозит его с собой в Роттердам, а затем в 1703 г. — в Англию, где Салманазар привлекает к себе общее внимание как уроженец экзотического острова.

## Признание и слава

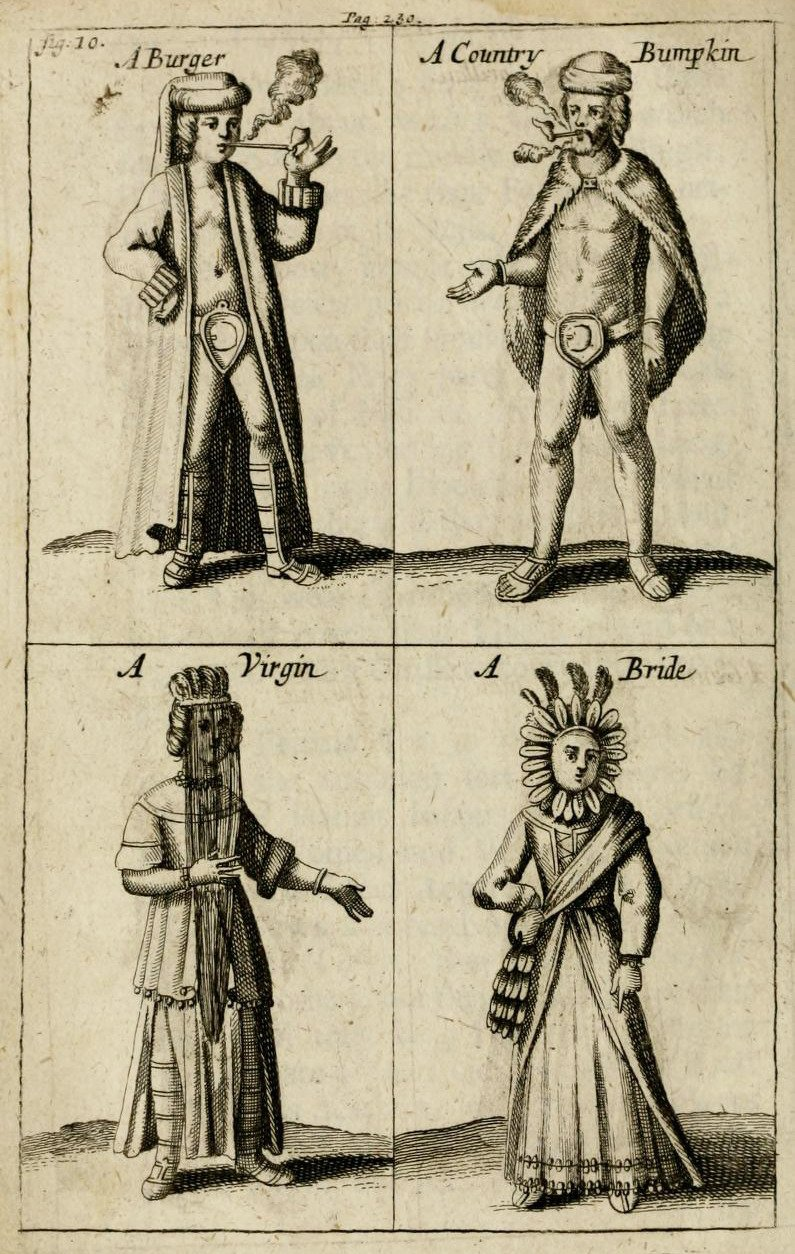
Жители Формозы — рисунок из книги Салманазара

Конечно же, ни разу не побывав на Формозе, и не будучи знакомым ни с кем из путешественников, Джордж Салманазар вынужден был полностью полагаться на собственную фантазию.
По воспоминаниям современников — он не просто рассказывал о Формозе — он буквально превратился в жителя им самим выдуманного острова. Он ел сырое мясо, сдобренное невероятным количеством специй, потому что так принято на Формозе, и спал сидя на стуле с горящей рядом с ним лампой, так что соседи, не разобравшись, пустили слух, будто он никогда не спит и по ночам пишет — но таков, опять же, был формозский обычай.
По рассказу Салманазара, его обманом вывезли с острова иезуиты, и насильно доставив во Францию, пытались окрестить в католическую веру — однако, сопротивление формозца расстроило все их планы. Проклятия против иезуитов, столь щедро используемые самозванцем, находили самый доброжелательный отклик в протестантской среде. «Какие доказательства ещё были нужны?» — иронично замечает Джек Линч.
В Лондоне Салманазар быстро привлёк к себе внимание. Александр Иннес, неизменно его сопровождавший, представил его епископу (который принял новообращённого очень гостеприимно), а затем как уроженца экзотического острова его стали приглашать к себе аристократические семейства. Однажды им заинтересовалась даже королева Анна. Оксфордский университет пригласил его к себе для перевода на формозский язык вероучительной литературы. Салманазару также было предложено выступить с циклом лекций. Предложение было принято, авантюрист пересёк всю страну, выступая в городах и селениях с рассказами о своём родном острове, которые постепенно обрастали все бо́льшим количеством подробностей. Более того, по совету новых друзей, его воспоминания были выпущены в форме книги, получившей как было принято в те времена длинное наименование: «Историческое и географическое описание Формозы, острова, находящегося под эгидой японского императора, содержащее очерк религии, обычаев и традиций людей его населяющих, а также рассказ о том что случилось с автором во время его путешествий и пребывания в разных странах Европы, в особенности о его беседах с иезуитами и др., а также история и причины его перехода в христианства и его возражений против этой религии (в защиту язычества) и ответов на них, принадлежащее перу Джорджа Салманазара, уроженца означенного острова, ныне проживающего в Лондоне».
Книга была немедленно переведена с латыни (ведь других языков Салманазар «не понимал») на английский и выдержала два издания, в 1705 г. в Амстердаме вышел французский перевод, в 1716 г. — немецкий.

## Формоза в книге Салманазара

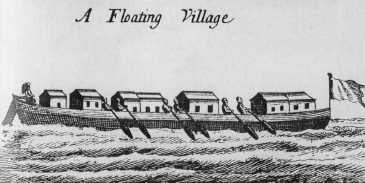
Плавучая деревня. По рисунку Салманазара

Видимо, Джордж Салманазар был кроме всего прочего отличным психологом и хорошо знал свою эпоху, жаждущую экзотического и необыкновенного. Его рассказ, по-видимому, основывался на «описаниях дальних стран», известных по Геродоту, рассказам Марко Поло и воспоминаниям испанцев, участников похода Кортеса.
Он уверял, что на Формозе мужчины ходят практически голыми, лишь накидывая сверху плащ и прикрывая свои интимные места золотыми и серебряными пластинами, а женщины напротив кутаются в ткань. Рассказывал, что для верховой езды используются наравне с лошадьми верблюды; что на острове распространено многожёнство, ограниченное только материальными возможностями жениха; что убийц вешают вверх ногами и превращают в мишень для стрел; что муж вправе съесть своих жён, уличённых в неверности; что ежегодно 20 тыс. юных мальчиков приносят в жертву некоему божеству и их сердца сжигают на алтаре (во втором издании своей книги он прибавляет к этому довольно жуткому описанию дополнительные подробности — формозские жрецы расчленяют тела принесённых в жертву детей и предаются обрядовому каннибализму); что в году десять месяцев, а змеиное мясо является излюбленной пищей островитян.
Сам Салманазар писал так:

Кроме фруктов и хлеба, о чём речь уже шла, они <островитяне> едят также мясо, но не любое, как было сказано выше, мясо некоторых животных находится под запретом. Однако же, им позволено есть свинину, и любую дичь кроме голубей, также можно есть черепах и всех лесных травоядных, кроме оленей, и рыбу — морскую и пресноводную без всяких исключений. Мясо они едят иногда жареным, иногда варёным, но не умеют тушить его на малом огне и потому никогда так не делают, хотя подобное и не запрещено. Обычно оленину и дичь они едят сырыми, и что для англичан покажется странным — они едят также змей, которых считают блюдом весьма изысканным. Змей они запекают на горячих углях. Но перед поимкой они обращают специальное внимание на то, чтобы змея стала неядовитой и неопасной для потребления. С этой целью берут живую змею и бьют по ней палкой до тех пор, пока змея не придёт в ярость, ибо в этом состоянии весь яд содержащийся в теле приливает к голове, каковую потом отрезают, а ставшее неядовитым тело можно есть без всякой опаски. Они питаются также яйцами кур, гусей и других птиц, также едят всевозможные корни и травы.
Дж. Салманазар «Описание Формозы…» гл. 25 — О каждодневной пище.

## Сомнения
Рассказы Салманазара о «своём родном острове» не могли не возбуждать сомнений и недоуменных вопросов у современников, однако прирождённая находчивость позволяла авнтюристу выпутываться даже из самых трудных ситуаций.
Так однажды его вызвал на диспут иезуит отец Фонтанэ, гостивший в то время в Лондоне. Салманазар вызов принял, и его меткие ответы встретили одобрение у лондонской публики. Так, по сохранившимся документам, когда отец Фонтанэ, путешествовавший когда-то по странам Дальнего Востока, осведомился, как может белокожий Салманазар выдавать себя за уроженца азиатской страны — то получил отповедь, что смуглы и черноволосы только простолюдины, так как проводят дни напролёт под палящим солнцем, знать же предпочитает прохладные подземные жилища.
Салманазар действовал наверняка, в науке того времени ещё не сложилось единого мнения — передаётся ли цвет кожи и волос по наследству или появляется от воздействия солнца и ветра. Других аргументов у иезуита не оказалось, ему просто не хватало знаний о реальном положении на Формозе, чтобы уличить самозванца, а когда свита постаралась прийти ему на помощь, Салманазар наотрез отказался отвечать на их вопросы, так как они иезуиты и посему не заслуживают доверия. Опять же, это заявление вызвало полное одобрение публики.
Ещё одну попытку разоблачить самозванца предпринял знаменитый астроном Галлей, вступивший с ним в дискуссию в Королевском географическом обществе. Галлей спросил авантюриста, бывало ли так, что Солнце на Формозе светило прямо сквозь трубы домов? «Нет», — ответил Салманазар, допустив ошибку, так как в тропиках, где расположена Формоза, Солнце в полдень стоит прямо над головой — и тут же, спохватившись, добавил, что трубы на Формозе скрючены и направлены к земле.

## Саморазоблачение и дальнейшая жизнь
Сомнения и недоуменные вопросы постепенно накапливались, и Салманазар, ощущая пределы своей авантюры, однажды понял, что подобный обман не сможет продолжаться далее. Вначале он открыл правду (или её часть) самым близким друзьям, затем в энциклопедической статье о Формозе (вышедшей без подписи автора) прямо назвал собственную книгу «фальшивкой». И всю (или почти всю) правду читатель мог узнать из автобиографии авантюриста, названной «Мемуары ****, известного в обществе под именем Джордж Салманазар, прославленного уроженца Формозы», вышедшей через год после смерти автора. В этой книге прямо называет «Описание Формозы» «фальшивкой от начала до конца, обязанной своим существованием исключительно мне самому», «открытой насмешкой над <читающей> публикой».
В последнее десятилетие жизни Салманазар сменил много профессий, и среди прочего оказался плодовитым автором. Он выучил древнееврейский язык и охотно писал на библейские темы. Сохранились его сочинения, такие как «О чудесах», «Об удивительном приключении Валаамовом», «О борьбе израильских племен против племени Вениаминова» и др. Также он дружил с Сэмюэлем Джонсоном, принимал участие в подготовке монументального сочинения «История печати» и в выпуске книг по географии. Вплоть до самой смерти он получал от своих почитателей достаточно большую по тем временам пенсию — 30£ годовых.
Джордж Салманазар умер в 1763 г., так и не открыв своего подлинного имени.

## Салманазар и наука

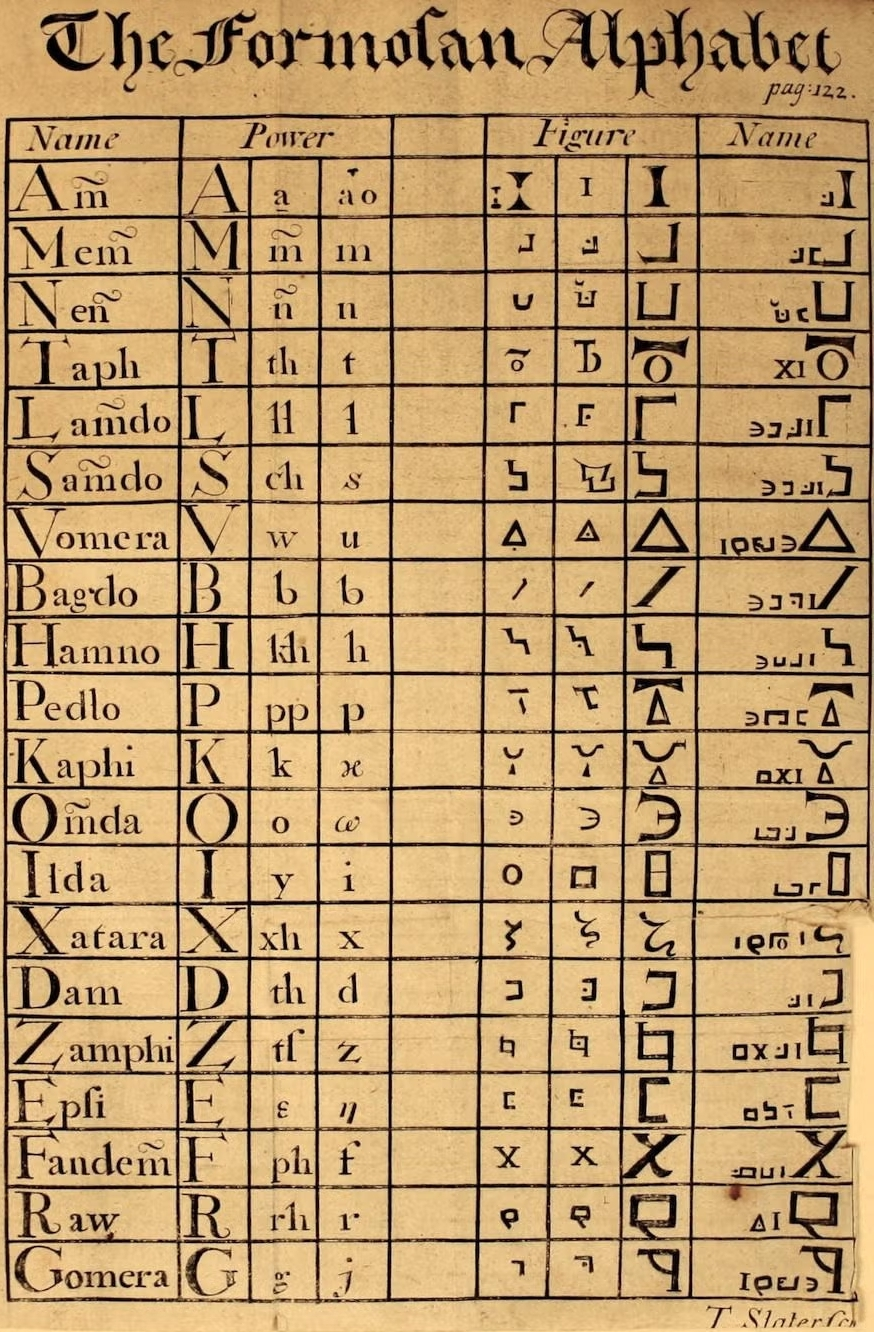
Формозский алфавит. Из книги Дж. Салманазара «Описание Формозы…»

В истории Салманазара отразились как достижения, так и «белые пятна» в науке того времени. XVIII век — это время Ньютона и Галлея, время Великой Французской Энциклопедии, но при достаточно интенсивном развитии политических и естественных наук многое ещё оставалось неизвестным, и этими пробелами в научном знании с успехом пользовался Салманазар.

### Этнография
В силу отсутствия ясных представлений у англичан о Восточной Азии Салманазар мог с успехом сочинять обычаи «своего» острова без всякой опаски быть разоблачённым.

### Антропология
Ни расовой, ни генной теории в то время не существовало даже в зачаточном состоянии, посему Салманазар был волен утверждать, что тёмные волосы и смуглый цвет кожи азиатов — следствие пребывания на солнце. Возразить ему никто ещё не мог — точнее, существовали две противоборствующих теории: теория наследственности и теория приобретённости. Приверженцы второй из них, конечно же, оказывали Салманазару самую горячую поддержку.

### Лингвистика
Особенно интересным представляется вопрос о формозском языке, лично изобретённом Салманазаром и описанном в гл. 27 его книги. Сто́ит проанализировать его, сравнивая с реальным состоянием и определить, можно ли было разоблачить Салманазара с точки зрения лингвистики того времени.
| Утверждение Салманазара | Реальное состояние вещей | Возможность разоблачения |
| --- | --- | --- |
| Формозский язык сходен с японским, за исключением нескольких гортанных звуков                                                                   | Неверно. На острове Формоза (ныне — Тайвань) говорят по-китайски, а также на местных языках, не имеющих с японским ничего общего | Отсутствует, из-за полного незнания реального положения европейцами того времени. |
| Формозцы используют тон для выражения грамматических категорий, в частности времени глагола.                                                    | Весьма приблизительно. Видимо, автор слышал краем уха, что в китайском языке значение зависит от тона. Однако же, речь идёт о смысловом различии, грамматика здесь ни при чём. | Отсутствует, из-за полного незнания реального положения европейцами того времени. |
| Формозцы используют вспомогательный глагол для выражения глагольного времени                                                                    | Верно. Однако же, заслуги Салманазара в этом нет, вспомогательный глагол в той или иной форме присутствует в большинстве языков. Можно предположить, что в данном случае — вспомогательный глагол в будущем — за «основу» бралась латынь                                                          | Очень низкая, восточные языки были изучены и описаны гораздо позже, за исключением пространных рассказов разных путешественников, которые, как правило, не углублялись в изучение чужих языков.                                     |
| Система времён практически совпадает с латинской.                                                                                               | Отличная демонстрация заблуждения того времени, когда латынь классического периода считалась «первоначальным, чистым и неиспорченным языком», а живые языки — варварским искажением. Конечно же, свой воображаемый язык, как более близкий к природе, Салмазар пытается уподобить латыни.         | Отсутствует, заблуждение было всеобщим для европейцев. |
| Язык имеет три рода — мужской, женский, средний. Причём мужской и женский применяется для людей и животных, средний — для неодушевлённых вещей. | На сей раз за «основу» взят новоанглийский язык. При этом тон несовместим с родовыми понятиями, ни в одном из существующих изолирующих языков рода нет. | Могло насторожить внимательного читателя — но, с другой стороны, сравнительно-исторический метод в лингвистике зарождается только в XIX веке и входит в полную силу в новейшее время. Вновь Салманазар пользуется пробелом в науке. |
| Язык имеет два числа — единственное и множественное, двойственная форма отсутствует.                                                            | Строго говоря, в японском языке число как таковое отсутствует вовсе, выражаясь внешним признаком («много», «десять» и т. д.) | Невозможна без знания восточных языков и сравнительно-исторического метода в лингвистике. |
| Язык имеет собственный алфавит из 20 букв, которым также пользуются японцы.                                                                     | Японцы пользуются не алфавитом, а «каной» — слоговым письмом, которое действительно использовалось на Тайване, но в гораздо более позднее время (1896-1945). Более того, в языке, использующем тон, алфавит развиться не может, он приходит только как заимствование (такова китайская латиница). | Очень низкая, закономерность была выведена и исследована только в XX веке, за исключением пространных рассказов разных путешественников и людей, живших в пограничных регионах.                                                     |

## В художественной литературе
- «Формозец» фигурирует в повести Николая Гумилёва «Весёлые братья», где участник простонародного общества фальсификаторов рассказывает:

— Где там. На медные деньги учены. Из головы больше. Язык тогдашний знаем, да и письмо. Старой бумаги сколько угодно. Да только мало кто её знает, историю-то. Все учёные больше по таким документикам работают, как наши.
— Неужто все? — усомнился Мезенцов.
— Все! Был в Париже один переплётчик, с весёлыми братьями переписывался, так он один сто слишком документов академии передал, деньги взял огромные да попался потом. Или Чаттертон в Англии? Замечательный мальчик был. Да тоже не повезло ему, напутал-напутал, с нашими поссорился и отравился. А иные нарочно попадаются. Ганка чех, что Краледворскую рукопись сочинил, сам приписал в конце по-латински «Ганка fecit», или Псалманазар.
— А это кто? — спросил с жадным интересом Митя.
— А это мне во Франции рассказали. Появился в Лондоне человек, немолодой уже, и говорит, что двадцать лет прожил посреди океана на острове Формозе среди тамошних диких племён. Говорит, что народ добрый и честный, только людоеды, потому что некрещёные. Миссионеров им надо. А это англичане любят. Сейчас деньги собрали, и начал этот самый, назвавшийся Псалманазаром, миссионеров формозскому языку учить. Учит-учит, все успехами их недоволен. Грамматику составил, словарь, трудный язык, ох трудный. Долго он это так забавлялся, а как умер, нашли у него завещание, что он и из Англии никуда не выезжал, а язык сам выдумал.
— Ловко, — захохотал Митя, — вот удружил.